# Akatarawa
L'Akatarawa (anglais : Akatarawa River) est une rivière qui se situe sur l'île du Nord, en Nouvelle-Zélande dans la région de Wellington.

## Géographie
Elle coule sur 20 km dans la vallée Akatarawa (en) avant de rejoindre le fleuve Hutt.